# Sérignac-Péboudou
Sérignac-Péboudou é uma comuna francesa na região administrativa da Nova Aquitânia, no departamento Lot-et-Garonne. Estende-se por uma área de 11,88 km². Em 2010 a comuna tinha 178 habitantes (densidade: 15 hab./km²).